# فاليري أندريفيتش سوكولوف
فاليري أندريفيتش سوكولوف هو لاعب كرة قدم روسي في مركز الدفاع، ولد في 29 يناير 1988 في يكاترينبورغ في روسيا. لعب مع توربيدو موسكو وسبارتاك موسكو ونادي ساتورن رامنسكوي.

## وصلات خارجية
- فاليري أندريفيتش سوكولوف على موقع Soccerway.com (الإنجليزية)